# Батищев-Тарасов, Степан Дмитриевич
Степан Дмитриевич Бати́щев-Тара́сов (1911—1961) — советский инженер-геолог. Член-корреспондент АН Казахской ССР (1958). Лауреат Сталинской и Ленинской премий.

## Биография
Родился 1 августа 1911 года в селе Верхние Белозёрки (ныне Ставропольский район, Самарская область). Трудовую карьеру начал рабочим на Самарской спичечной фабрике, где трудился в 1927—1929 годах.
В 1929—1931 годах был студентом ТГУ и Новочеркасского ГРИ.
В 1931—1932 годах работал прорабом Шахтинско-Донецкой и Таганрогской геологоразведочной, а также Гамской железорудной партий.
В 1933—1934 годах работал в тресте «Каззолото» прорабом Александровской партий и техруком Еремештаусской партии. Проводил поисково-разведочные работы на ряде россыпных месторождений золота, составил краткую инструкцию по методике поисков и разведки россыпей золота: осуществил подсчет запасов методом геохимических характеристик; опубликовал статью «О теориях переноса золота в россыпях» (1937).
В 1935 году окончил ЛГИ, в котором учился с 1932 года.
С того же года на Урале. Занимался разведкой железорудных месторождений восточного склона Урала и Зауралья.
Им была составлена геолого-экономическая характеристика Аятского железорудного бассейна и разработан способ гидравлической отработки разработанных месторождений.
В 1939—1948 годах руководил геологоразведочными работами на железные руды Вятского типа, осуществлял подсчет запасов по Новокиевскому и Аккерманивскому месторождениям, занимался разведкой руд Анатольевского месторождения. Кроме того, составил два отчета с геолого-экономической оценкой железорудных месторождений в целом по району. Опубликовал три статьи по методике изучения и разведки этих месторождений. Предложил гидравлический способ отработки разведанных месторождений (две публикации и отчёт).
В 1948—1950 годах под его руководством были проведены геологоразведочные работы на Атасуйском железорудном месторождении в результате которых была выявлена и разведана новая рудоносная площадь, обеспечившая надёжную базу для Карагандинского металлургического комбината.
В 1951—1956 годах трудился главным инженером в Кустанайском геологоразведочном тресте. Участвовал в разведке месторождений магнетитовых железняков в Тургайском железорудном районе.
С 1956 году занимался проблемами комплексного геологического изучения Восточного Зауралья. Также он предложил и частично реализовал план регионального геолого-геофизического картирования методом поперечного профилирования Зауралья с всесторонним изучением ранее накопленного материала и бурением опорных скважин. После его смерти эти работы постепенно затухли.
Умер 26 марта 1961 года. Похоронен в Свердловске на Ивановском кладбище.
Семья. Был женат, супруга Зоя Фёдоровна (1910—1988). Воспитали троих сыновей: Владимира (р. 1936), Валерия (р. 1937), Дмитрия (р. 1945).
Память. Его именем названа улица в городе Рудный (Казахстан).

## Награды и премии
- Сталинская премия второй степени (1951) — за выявление и разведку месторождения полезного ископаемого
- Ленинская премия (1957) — за открытие и разведку железорудного месторождения Сарбайской и Соколовской групп в Казахстане
- медаль «За трудовое отличие» (1948)
- медаль «За доблестный труд в Великой Отечественной войне 1941—1945 гг.» (1945)
- Похвальный лист НКЧМ СССР (18.6.1941).